# Isaac Donkor
Isaac Donkor (n. 15 august 1995, Kumasi, Ghana) este un fotbalist ghanez, care joacă pe post de fundaș central la Adanaspor⁠(d) în TFF First League⁠(d).